# Рувайшид (район)
Рувайшид (араб. الرويشيد) — один із дев'яти районів провінції Ель-Мафрак, Йорданія. Його столиця — місто Ер-Рувайшид.